# 李志绥
李志绥（1919年12月30日—1995年2月13日），生於中國北京，医生世家，其曾祖父李德立是满清同治年间的御医，其父系国民党政府高级官僚。毕业于四川成都华西协合大学医学院。從1954-1976年擔任毛澤東的保健醫生，1988年移民美國，1994年出版书籍《毛泽东私人医生回忆录》。1995年2月于美国芝加哥郊外家中去世。

## 生平
李志绥1919年12月30日生於北京，医生世家，其曾伯祖李德立是清朝同治年间的太醫院左院判。李志绥毕业于四川成都华西协合大学医学院（现四川大学华西医学中心），后担任国民党军医、澳大利亚船医，给人看看伤风感冒、咳嗽、拉肚子、失眠等一般常见病。
1937年，参加复兴社。1945年获医学博士。1950年，进入香山医疗门诊部当医生。1951年，进入中南海警卫局医疗门诊部当医生。1957年被任命为时任中国共产党中央委员会主席毛泽东的贴身保健医生，从此李志绥常以毛泽东私人医生自居。1971年～1972年，担任毛泽东的医疗小组组长，直到1976年毛去世为止。李志绥还担任过中国人民解放军第三〇五医院院长。1980年被任命为中华医学会、中国老年学会副会长，担任《中华医学杂志》及《美国医学杂志》中文版主编，直至1988年移居美国。
自1954年被任命为毛泽东的保健医生后（李自称为1954年，金冲及查证后认为是1957年），李志绥将平日所见所闻记录下来，从而写成了涵盖非常广泛的日记。1966年，由于文化大革命中红卫兵兴起了抄家风，害怕受到牵连，李家将日记烧掉。1976年文革结束后，李志绥的妻子催促他写出他之前的经历。
1988年，移居美国。
1994年，李志绥所著的《毛泽东私人医生回忆录》的中文版由時報文化在台湾出版，同时英文版由兰登书屋在美国出版。在书中记载毛泽东不光彩的一面，包括荒唐的卫生习惯、残酷的政治手段和腐化淫乱的私人生活。美国之音认为这本书引发过中国共产党领导层的震怒，也受到汪东兴、戚本禹等同为毛泽东贴身工作人员的著述反驳，譬如于1997年，名流出版社出版由汪东兴口述、裘之倬整理的名为《汪东兴公开毛泽东私生活》一书，反驳李志绥的著作不实、攻击毛泽东，该书附录师哲、汪东兴、叶子龙等135人签名发表的一封题为《辱华反共的丑态表演：我们对李志绥及其“回忆录”的看法》的公开信。
1995年2月13日，李志绥因心脏病突发死于美国伊利诺伊州家里浴缸中。

## 家庭
李志綏與妻子吳慎嫻育有兩子：長子李重，長媳楊八林；次子李二重，次媳李梅。

## 著作
- Zhi-Sui Li. . Random House Incorporated. 1994年10月11日  [2013年11月12日]. ISBN 978-0-679-40035-6. （原始内容存档于2015年3月22日）.（英文）
- 李志綏; Anne F. Thurston; 戴鴻超. . 臺灣: 時報文化出版. 1994年10月17日  [2013年11月12日]. ISBN 978-957-13-1434-1. （原始内容存档于2014年1月3日）.
- 李志綏; 開放雜誌社. . 開放雜誌社. 199 7  [2013-11-12]. ISBN 978-962-7934-04-2. （原始内容存档于2014-01-03）.